# Rhyacophila chilsia
Rhyacophila chilsia là một loài Trichoptera trong họ Rhyacophilidae. Chúng phân bố ở miền Tân bắc.